# Dürmentingen
Dürmentingen là một xã ở huyện Biberach ở bang Baden-Württemberg thuộc nước Đức. Đô thị này có diện tích 24,12 km², dân số thời điểm 31 tháng 12 năm 2020 là 2590 người.